# Ishana Night Shyamalan
Pour les articles homonymes, voir Shyamalan.
Ishana Night Shyamalan (née en 1999) est une cinéaste américaine. Elle a fait ses débuts en tant que réalisatrice avec le film d'horreur Les Guetteurs , produit par son père, M. Night Shyamalan.

## Biographie
Ishana Night Shyamalan est née et a grandi à Philadelphie, en Pennsylvanie, auprès de ses parents, dont son père et cinéaste M. Night Shyamalan. Ishana Shyamalan a une sœur aînée, Saleka. Les grands-parents de Shyamalan sont les producteurs de cinéma Jayalakshmi et Nelliate Shyamalan. Ishana Shyamalan a fréquenté les écoles de Philadelphie et est diplômée de la Tisch School of the Arts de l'Université de New York.
Ishana Shyamalan a suivi sa formation de cinéaste à la Tisch School of the Arts de l'Université de New York. 
Ishana était réalisatrice de la deuxième équipe de deux films de M. Night Shyamalan, Old, et Knock at the Cabin.
Ishana Night Shyamalan a fait ses débuts en tant que réalisatrice-scénariste du long métrage d'horreur The Watchers (2024), adaptant le roman d'AM Shine, avec Dakota Fanning, Georgina Campbell , Oliver Finnegan et Olwen Fouéré, produit par New Line Cinema/Blinding Edge Pictures/Inimitable Pictures et distribué par Warner Bros.,

## Filmographie
| Année     | Titre francophone         | Titre original            | Poste(s)                                         |
| --------- | ------------------------- | ------------------------- | ------------------------------------------------ |
| 2021-2023 | Servant (série télévisée) | Servant (série télévisée) | Réalisatrice et scénariste de plusieurs épisodes |
| 2024      | Les Guetteurs             | The Watchers              | Réalisatrice, Scénariste                         |